# Amal Habani
Amal Khalifa Idris Habani là một nhà báo tự do và là người đóng góp cho cơ quan tin tức Sudan Al-TaghyeerT. Bà là người đồng sáng lập của nhóm tự do báo chí độc lập địa phương Mạng lưới nhà báo Sudan, có trụ sở tại Khartoum. Cô đã nhiều lần bị chính quyền Sudan quấy rối và giam giữ liên quan đến phạm vi phản đối và các hành động sai trái chính thức của mình.

## Công tác xa hội
Habani là một nhà báo và một nhà hoạt động nhân quyền. Cô là người đồng sáng lập NO for Women Oppression, một sáng kiến xã hội được thành lập năm 2009 nhằm kêu gọi thay đổi luật pháp Sudan phân biệt đối xử và nhắm vào phụ nữ ở Sudan.

## Giải thưởng
- Habani đã nhận được Giải thưởng Nhà hoạt động vì Nhân quyền với sáng kiến KHÔNG vì Phụ nữ trong năm 2014 từ nhiệm vụ của EU tại Sudan. [cần dẫn nguồn]
- Habani đã nhận được sự công nhận cho sự phản đối dũng cảm của cô bên ngoài đất nước của mình: vào năm 2014, Tổ chức Ân xá Quốc tế đã trao cho cô giải thưởng Ginetta Sagan danh giá.[5]
- Năm 2018 Habani là một trong những nhà báo được mô tả là "The Guardians", người được mệnh danh là Nhân vật Time của năm, trong một số phát hành hàng năm của tạp chí tin tức Hoa Kỳ Time.[6]

## Bắt giữ
Habani là một phần trong hành trình ghi lại các vi phạm nhân quyền của cô đã bị bắt vào ngày 16 tháng 1 năm 2018 gần đường Jamhuria vì là một phần trong cuộc biểu tình công khai giải quyết giá của hàng hóa và cuộc khủng hoảng kinh tế đối mặt với Sudan.
Habanni đã bị bắt vào năm 2017 liên quan đến phạm vi bảo hiểm của cô về một phiên tòa xét xử một tổ chức nhân quyền bị cáo buộc "xuất bản báo cáo sai lệch". sau khi từ chối trả tiền phạt và thích bị bỏ tù Habani đã được thả ra sau khi một chiến dịch gây quỹ cộng đồng gây quỹ. Vào năm 2013, cô đã bị giam giữ nhiều ngày tại một địa điểm không được tiết lộ sau khi cô báo cáo nghiêm túc về phản ứng của cảnh sát đối với các cuộc biểu tình ở Khartoum.